# Teatro Alhambra de Taltal
El Teatro Alhambra de Taltal está emplazado frente a la Plaza Arturo Prat de Taltal. Es uno de los símbolos de la bonanza salitrera de principios del siglo XX, en él se presentaban obras de teatro y proyecciones de cine a las que asistía la sociedad taltalina, concentrando la mayor parte de las actividades de carácter cultural y social de la ciudad de Taltal por más de 50 años.
Actualmente está declarado como Monumento Histórico Nacional y es propiedad municipal desde el 2002, gracias a la adquisición de la familia Perucci.

## Historia
A finales del siglo XIX, la ciudad de Taltal contaba con un ferrocarril para el traslado del mineral y llegó a constituir el tercer puerto del salitre en el norte del país. La instalación de importantes oficinas salitreras hizo de Taltal una ciudad que superaba los 20 mil habitantes. En este contexto, el teatro constituyó la expresión del desarrollo económico, cultural y social de Taltal. 
Este edificio fue construido en el año 1921 por encargo de la familia italiana Perucci, quienes tenían su vivienda en el recinto y se hizo cargo de la gestión de las actividades que se realizaban en el Teatro y de la administración de la confitería.
En una entrevista realizada a Alfredo Perucci para Revista del Museo Augusto Capdeville Rojas de Taltal; revela que a fines de 1920 Taltal se aprontaba al anuncio que hiciera un empresario cinematográfico, míster Guillermo Bidwell, donde indicaba la llegada de un moderno teatro. Lamentablemente el proyecto no prosperó y fue su padre, Rainiero Perucci Romani, quien presenta los planos de este ambicioso proyecto al Alcalde José Antonio Guerra el 18 de junio de 1921. Raniero Perucci dispuso que el nuevo teatro llevara por nombre el mismo que tenía el teatro de la ciudad de donde procedía, Ancona, Italia: "Teatro Alhambra".
La inauguración de El Teatro Alambra, luego de 9 años de construcción, se oficializa en 1930. La prensa local destacó el aparato cinematográfico marca Pathé Freres, de Paris. La primera función se ofreció gratis y asistieron connotadas familias del puerto, chilenos y extranjeros. Durante los siguientes años la sala de espectáculos funcionó como biógrafo y escenario para diferentes varietés.

## Arquitectura
El estilo arquitectónico era similar al de las construcciones de las salitreras, el que estaba influenciado por el estilo Georgiano que supone una arquitectura neoclásica apegada al ideal tradicional de simetría. En el teatro destaca el sistema Ballom frame (armazón de globo), tipo de construcción en madera que sustituye las vigas y pilares de madera por numerosos listones más finos que producen edificios más ligeros y fáciles de construir.
Por su parte, la edificación es de pino oregón y en el interior cuenta con pavimentos de cemento y mármol, incorporados con las últimas mejoras. Mantiene una característica de teatro historicista tipo italiano lo que se observa en la forma de herradura de su sala, la que direcciona todas las líneas visuales hacia el escenario. Sus butacas originales eran de madera y fierro forjado.
En el tercer piso se encontraba la vivienda de los dueños, sobre el hall, la que se comunicaba interiormente con el teatro y el patio, además poseía un acceso propio por la calle Torreblanca. 
Su deterioro evidente obligó a cerrar sus puertas en el año 1980.

## Monumento Nacional
La presencia urbana del edificio, dada por el emplazamiento, la volumetría, y el reconocimiento que tiene la comunidad del edificio como registro material de su pasado le confieren al Teatro Alhambra un valor histórico e identitario por parte de los Taltalinos y es patrimonio fundamental de la ciudad. Es declarado Monumento Nacional el 13 de marzo de 2009, según el decreto N.° 79. El área protegida posee una superficie total de 1466,65 m².

#### Proceso de restauración
El año 2003, por iniciativa de la Municipalidad de Taltal en conjunto con el Fondo de Solidaridad e Inversión Social (FOSIS) y con el apoyo de la comunidad, se lleva a cabo la primera iniciativa de restauración del Edificio para conservar su estilo español original.
A fines del año 2018 el Consejo Regional (CORE) aprobó fondos para la contratación de una consultora que levante información de los terrenos, planimetría y participación ciudadana para obtener la valorización de este inmueble y las casas del ferrocarril de la ciudad.